# Letis nocticoelus
Letis nocticoelus là một loài bướm đêm trong họ Erebidae.